# Диоксины

Структурная формула 2,3,7,8-тетрахлордибензо-пара-диоксина — одного из наиболее токсичных хлорпроизводных дибензо[b, е]-1,4-диоксина

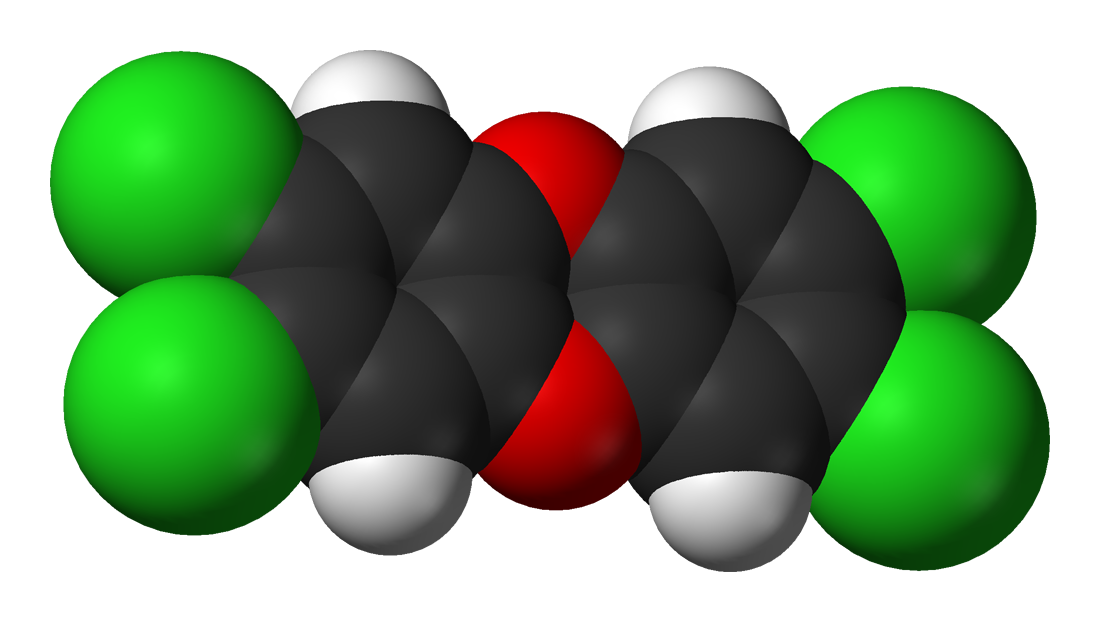
Объёмная модель диоксина.

Диокси́ны — тривиальное название полихлорпроизводных дибензодиоксина. Название происходит от сокращённого названия наиболее токсичного тетрахлорпроизводного — 2,3,7,8-тетрахлордибензо[b, е]-1,4-диоксина; соединения с другими заместителями — галогенидами — также относятся к диоксинам. Являются кумулятивными ядами и относятся к группе опасных ксенобиотиков, обладают ярко выраженным канцерогенным действием.

## Номенклатура
Полное химическое название самого токсичного представителя — 2,3,7,8-тетрахлордибензо[b, е]-1,4-диоксина — довольно длинное, поэтому часто используют сокращения. К таким сокращениям относятся: 2,3,7,8-тетрахлордибензодиоксин, 2,3,7,8-тетрахлордибензо-п-диоксин, 2,3,7,8-ТХДД.

## Общая характеристика
Диоксины — это глобальные экотоксиканты, обладающие мощным мутагенным, иммунодепрессантным, канцерогенным, тератогенным и эмбриотоксическим действием. Они слабо расщепляются и накапливаются как в организме человека, так и в биосфере планеты, включая воздух, воду, пищу. Величина летальной дозы для этих веществ достигает 10−6 г на 1 кг живого веса, что существенно (на несколько порядков) меньше аналогичной величины для некоторых боевых отравляющих веществ, например, для зомана, зарина и табуна (порядка 10−3 г/кг).

## Токсикология

### Механизм действия
Причина токсичности диоксинов заключается в способности этих веществ точно вписываться в рецепторы (например, AHR) живых организмов и подавлять или изменять их жизненные функции.
Диоксины, подавляя иммунитет и интенсивно воздействуя на процессы деления и специализации клеток, провоцируют развитие онкологических заболеваний. Вторгаются диоксины и в сложную отлаженную работу эндокринных желез. Вмешиваются в репродуктивную функцию, резко замедляя половое созревание и нередко приводя к женскому и мужскому бесплодию. Они вызывают глубокие нарушения практически во всех обменных процессах, подавляют и ломают работу иммунной системы, приводя к состоянию так называемого «химического СПИД’а».
Недавние исследования подтвердили, что диоксины вызывают уродства и проблемное развитие у детей.
В организм человека диоксины проникают несколькими путями: 90 процентов — с водой и пищей через желудочно-кишечный тракт, остальные 10 процентов — с воздухом и пылью через лёгкие и кожу. Эти вещества циркулируют в крови, откладываясь в жировой ткани и липидах всех без исключения клеток организма. Через плаценту и с грудным молоком они передаются плоду и ребёнку.

### Острая токсичность
Для 2,3,7,8-ТХДД:
- Доза, раздражающая кожу — 0,3 микрограмма на килограмм веса[4].
- LD50 — 70 мкг/кг для обезьян, перорально[4].

Во многих журналистских статьях утверждается: «Соединение 2,3,7,8-тетрахлордибензо-п-диоксин или (TCDD),— самое смертоносное из 75 известных диоксинов. Как яд оно в 150 000 раз сильнее цианида». Это утверждение взято из книги рекордов Гиннесса и основано на некорректном сравнении минимальных летальных доз для морских свинок.
Для диоксинов и диоксиноподобных веществ различного строения был введён «диоксиновый индекс», который является сравнительной токсичностью описываемого диоксина с самым известным 2,3,7,8-ТХДД. Обычно диоксиновый индекс меньше единицы, хотя есть соединения со сравнимой и даже более высокой токсичностью.

### Предельные нормативы концентрации
| Среда                                       | Ед.изм. | США   | Германия | Италия | СССР/Россия |
| ------------------------------------------- | ------- | ----- | -------- | ------ | ----------- |
| Атмосферный воздух населённых мест          | пг/м³   | 0,02  | -        | 0,04   | 0,5         |
| Воздух рабочих помещений                    | пг/м³   | 0,13  | -        | 0,12   | -           |
| Вода                                        | пг/л    | 0,013 | 0,01     | 0,05   | 1           |
| Почва сельскохозяйственных угодий           | нг/кг   | 27    | 5        | 10     | -           |
| Почва, не используемая в сельском хозяйстве | нг/кг   | 1000  | -        | 50     | -           |
| Пищевые продукты                            | нг/кг   | 0,001 | -        | -      | -           |
| Молоко (пересчёт на жир)                    | нг/кг   | -     | 1,4      | -      | 5,2         |
| Рыба (пересчёт на жир)                      | нг/кг   | -     | -        | -      | 88          |